# Kappa Phoenicis
Kappa Phoenicis (κ Phoenicis) é uma estrela na constelação de Phoenix. Com uma magnitude aparente visual de 3,94, é visível a olho nu em locais sem poluição luminosa excessiva. De acordo com medições de paralaxe, está a uma distância de aproximadamente 78 anos-luz (24 parsecs) da Terra. Com base em sua velocidade espacial, foi identificada como um possível membro do grupo Castor, um grupo cinemático de estrelas próximas do Sol.
Esta estrela é classificada como uma subgigante de classe A com um tipo espectral de A5IVn, em que a notação 'n' indica a presença de linhas de absorção largas e nebulosas devido a uma rápida rotação. A estrela apresenta uma velocidade de rotação projetada de 245 km/s, dando a ela um raio polar 15% menor que o raio equatorial. Modelos evolucionários indicam que suas propriedades são consistentes com uma massa de 1,7 vezes a massa solar e uma idade mais provável entre 270 e 870 milhões de anos. Com um raio de 1,8 vezes o raio solar, esta estrela está brilhando com 12 vezes a luminosidade solar e tem uma temperatura efetiva de 8 200 K.
Kappa Phoenicis apresenta excesso de emissão infravermelha, em comparação com a emissão esperada pela fotosfera da estrela, indicando a presença de poeira em um disco de detritos circunstelar que emite radiação térmica. As propriedades da emissão são consistentes com poeira a uma temperatura de 170 K e distância de 9 UA da estrela, com uma luminosidade equivalente a 0,0018% da luminosidade da estrela. A fonte de emissão aparenta estar anormalmente próxima da estrela, considerando a idade da estrela; se confirmado, isso poderia indicar a ação do efeito Poynting-Robertson.
Kappa Phoenicis não possui estrelas companheiras conhecidas. Um programa de observação com o Telescópio Gemini Sul não detectou objetos sub-estelares massivos a dezenas a centenas de unidades astronômicas da estrela.